# Les Joueurs de Pan
Pour plus de détails, voir Fiche technique et Distribution.
Les Joueurs de Pan (Playful Pan) est un court métrage d'animation américain de la série des Silly Symphonies réalisé par Burt Gillett, pour Columbia Pictures, sorti le 27 décembre 1930.

## Synopsis
Le satyre Pan emmène des poissons, des fleurs et des fruits dans des danses au son de sa syrinx. Un éclair enflamme un arbre et Pan danse autour mais le feu fait fuir les animaux. La musique du dieu fait aussi danser les flammes qui le suivent alors pour se jeter dans l'eau et s'éteindre, permettant aux animaux de revenir.

## Fiche technique
- Titre original : Playful Pan
- Série : Silly Symphonies
- Réalisateur : Burt Gillett
- Animateur[1] : Tom Palmer, Les Clark, Jack King, Wilfred Jackson, Johnny Cannon, Dave Hand, Ben Sharpsteen, Frenchy de Trémaudan, Dick Lundy, Jack Cutting, Norman Ferguson
- Décors : Carlos Manriquez, Emil Flohri
- Producteur : Walt Disney
- Société de production : Walt Disney Productions
- Distributeur : Columbia Pictures
- Date de sortie :
  - Annoncée : 27 décembre 1930[1],[2]
  - Dépôt de copyright : 2 janvier 1931
  - Première à Los Angeles : 11 décembre 1930 au Criterion en première partie de Paid de Sam Wood
  - Première à New York : 20 au 25 décembre 1930 au Globe en première partie de The Cohens and Kellys in Africa de Vin Moore
- Format d'image : Noir et Blanc
- Musique : Bert Lewis[1]
  - Extrait de Furioso #1 : Thunderstorm (1916) d'Otto Langey
  - Extrait de La Petite Coryphée (années 1890) de George Tracey
  - Extrait de Danse Orientale (1912) de G. Lubomirsky
- Son : Mono
- Durée : 6 min 56 s
- Langue : (en)
- Pays de production :  États-Unis

## Commentaires
La scène des flammes suivant Pan au son de sa flûte est inspirée par le conte du Joueur de flûte de Hamelin des frères Grimm.
Steven Watts classe le film parmi les contes de fées et histoires mythologiques des Silly Symphonies.